# Папуга-червонодзьоб буруйський
Папу́га-червонодзьо́б буруйський (Tanygnathus gramineus) — вид папугоподібних птахів родини Psittaculidae. Ендемік Індонезії.

## Опис
Довжина птаха становить 40-42 см. Забарвлення переважно зелене, лоб і верхня частина голови блакитнувато-сірі. Від дзьоба до очей ідуть чорні смуги. Першорядні махові і покривні пера блакитнувато-зелені. Хвіст зелений з чорним кінчиком, нижня сторона хвоста жовтувата. Дзьоб у самців червоний, у самиць світло-сірий. Очі жовті, лапи сірі.

## Поширення і екологія
Буруйські папуги-червонодзьоби є ендеміками острова Буру в архіпелазі Молуккських островів. Вони живуть у вологих гірських і рівнинних тропічних лісах, на висоті від 600 до 1500 м над рівнем моря, переважно на висоті понад 1000 м над рівнем моря. Живляться плодами, насінням і горіхами. Імовірно, ведуть частково нічний спосіб життя. Гніздяться в дуплах дерев, в кладці 2-3 яйця.

## Збереження
МСОП класифікує цей вид як вразливий. За оцінками дослідників, популяція буруйських папуг-червонодзьобів становить від 3500 до 15000 птахів. Їм загрожує знищення природного середовища.